# Lanhelas
Lanhelas es una freguesia portuguesa del municipio de Caminha. Según el censo de 2021, tiene una población de 899 habitantes.
La freguesia de Lanhelas es la más septentrional del municipio.

## Economía
Mediante trabajos artesanales se trabaja mucho con la pirotecnia. Otras actividades son la agricultura, la construcción civil y la pesca fluvial.[cita requerida]

## Gastronomía
Es muy conocido en la zona el arroz de lampreia.

## Patrimonio
- Laje das Fogaças
- Torre de Lanhelas o denominada también: Casa da Torre o Paço de Lanhelas